# 横滨BLITZ

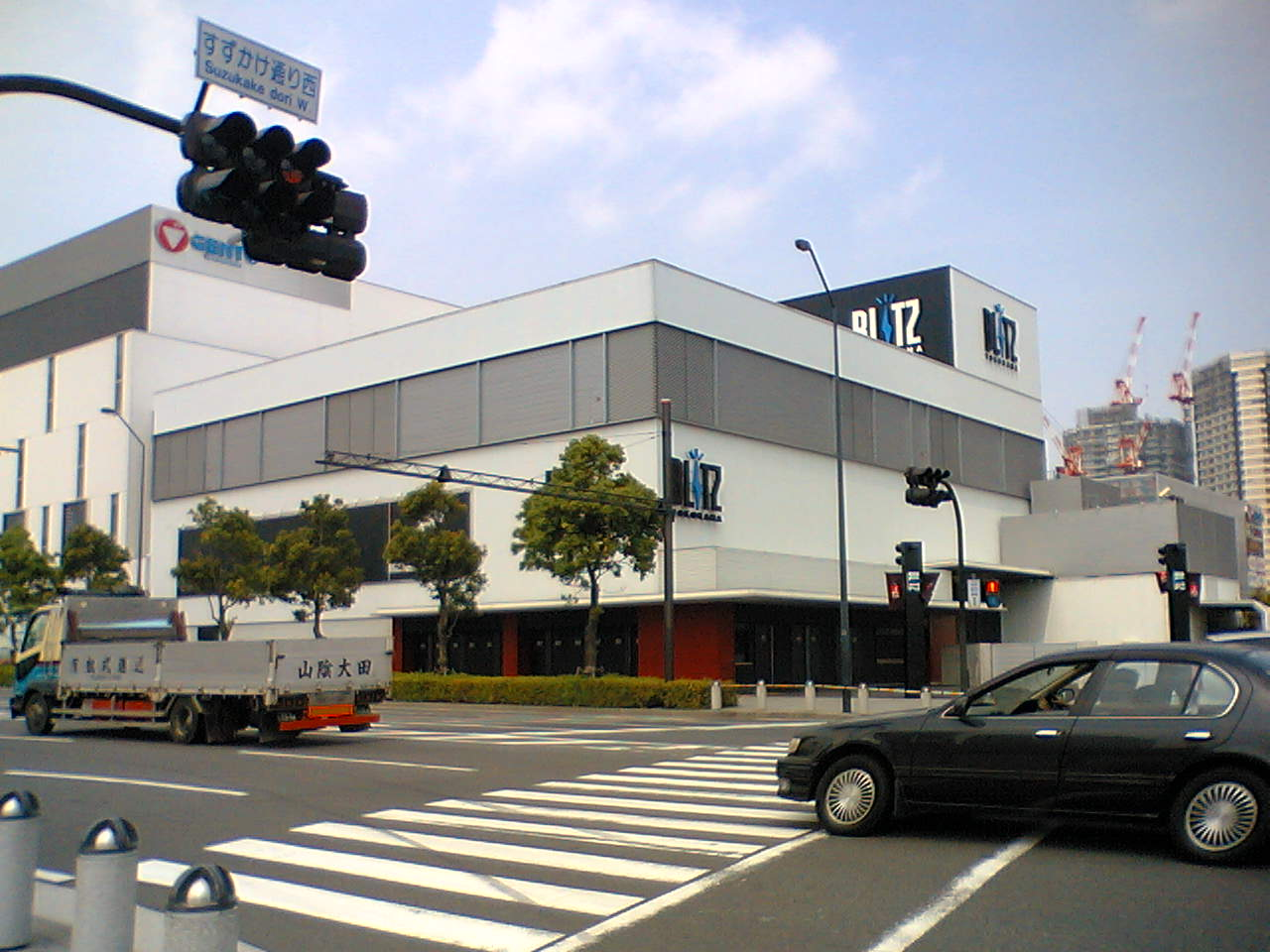
横滨BLITZ的外观
（从道路对面的人行道摄影。2007年。）

横滨BLITZ（日语：横浜BLITZ）是位于神奈川县横滨市港未来五丁目的娱乐购物中心GENTO YOKOHAMA内的一家展演空间（Live House），以现场音乐演出为主。横滨BLITZ已经在2013年10月14日结束营业。

## 概況
横滨BLITZ的运营方东京放送（今东京放送控股）在东京都港区赤坂所拥有的土地上至2003年止，曾运营赤坂BLITZ。作为赤坂Sacas再开发计划的一部分，赤坂BLITZ在2003年关闭。施工期间，横滨BLITZ作为赤坂BLITZ的替代设施应运而生。
横滨BLITZ开业于2004年11月14日。开幕表演是PaniCrew的演出。（不过此地最早的活动是11月7日木村KAELA的CD发售活动。）一如赤坂BLITZ时代，朝日啤酒也是横滨BLITZ的赞助商。
赤坂BLITZ经过整修，于2008年3月14日重新开业。而横滨BLITZ仍然继续正常营业。2009年4月，东京放送重组为放送控股公司，横滨BLITZ的运营也被移交给从事文化事业的子公司TBS电视台。
横滨BLITZ所在的建筑物GENTO YOKOHAMA（横滨港未来21中央地区53街区）是使用期限10年的临时建筑物，使用期限是2014年11月。而横滨BLITZ于2013年10月14日关闭（租用合同到期），Crazy Ken Band的为它9年间的历史画上了句号。
GENTO YOKOHAMA本身也在2015年1月25日结束了营业。不过场内最后关闭的商家是婚典会场Bayside迎宾馆·Bayside Garden Club，结业日期是1月31日。

## 设施
- 最大容纳观众数量为1700人。
  - 一层采用站立席时最大容量为1400人，使用座席则为548席。二楼座位为300席。
- 是日本第一个使用环绕立体声（英语：Surround sound）的展演空间。
- 最近的铁路车站是横滨高速铁道港未来21线的新高岛站。

## 关联条目
- 赤坂BLITZ